# Ligne de tramway 532
La ligne 532 d'après son numéro de tableau horaire est une ancienne ligne de tramway du Groupe d'Andenne de la Société nationale des chemins de fer vicinaux (SNCV) qui a fonctionné entre le 20 septembre 1895 et le 14 mars 1948.

## Histoire
La ligne est mise en service le 20 septembre 1895 entre les gares d'Éghezée et de Saint-Denis-Bovesse (nouvelle section, capital 63), l'exploitation est assurée par la Compagnie des chemins de fer du Nord (CN),.
En 1913 la société anonyme Mosane pour l'exploitation des chemins de fer vicinaux reprendre l'exploitation puis en 1929 l'exploitation est alors reprise directement par la SNCV.
Au cours des années 1930 ou 1940 (attesté en 1947), elle est prolongée d'Éghezée au dépôt de Forville en remplacement de la ligne 525.
Au cours de la Seconde Guerre mondiale en octobre 1942, la section entre Meux et la gare de Saint-Denis-Bovesse est fermée à tout-trafic.
La ligne est supprimée le 14 mars 1948 entrainant la fermeture à tout-trafic entre Éghezée et Meux, le service voyageurs n'est pas remplacé par une ligne d'autobus,. La section de la gare d'Éghezée au dépôt de Forville reste exploitée pour le fret jusqu'à sa fermeture 1er décembre 1959.

## Infrastructure

### Dépôts et stations
Éghezée, Forville, Mehaigne.

## Exploitation

### Horaires
Tableaux :
- 532 en 1931[5] ;
- V254 (Publimans) en 1947[3] ;